# Lellens
Lellens (en groningois : Lelns) est un village de la commune néerlandaise de Groningue, situé dans la province de Groningue.
Le village est situé au nord-est de la ville de Groningue, près de Ten Post. Il faisait partie de la commune de Ten Boer avant le 1er janvier 2019, quand celle-ci est supprimée et rattachée à Groningue.